# Mythimna monticola
Mythimna monticola är en fjärilsart som beskrevs av Shigero Sugi 1958. Mythimna monticola ingår i släktet Mythimna och familjen nattflyn. Inga underarter finns listade i Catalogue of Life.